# Citová investice
Citová investice je studiové album autorské dvojice Hapka a Horáček z roku 1997. Petr Hapka je autorem hudby, Michal Horáček je autorem textů. Jde o třetí spolupráci této dvojice v podobě alba, když prvním bylo v roce 1987 album Potměšilý host a druhým v roce 1989 album V penziónu svět. Podobně jako v druhém jmenovaném albu písně zpívají různi interpreti a to Michael Kocáb, Richard Müller, Daniel Landa, Lucie Bílá, Martin Pošta i samotný Petr Hapka.
V roce 1997 album získalo Cenu Hudební akademie v kategorii album roku, píseň Dívám se, dívám pak získala ocenění píseň roku a byla vyhlášena i Hitem roku Radiožurnálu. Album bylo také úspěšné komerčně, získalo zlatou a platinovou desku, která byla tehdy udělována za prodej 100 tis. nosičů. Album vyšlo na CD a na kazetách na labelu B&M Music. Reedice v roce 2012 vyšla na CD, reedice v roce 2017 pak na vinylu.

## Seznam skladeb
| Pořadí         | Název                     | interpret               | Délka |
| -------------- | ------------------------- | ----------------------- | ----- |
| 1.             | Smích z vedlejšího pokoje | Michael Kocáb           | 5:52  |
| 2.             | Pod plynárnou             | Richard Müller          | 4:03  |
| 3.             | Individualita             | Petr Hapka              | 5:53  |
| 4.             | Králíček Azurit           | Daniel Landa            | 3:19  |
| 5.             | Dívám se, dívám           | Petr Hapka a Lucie Bílá | 4:56  |
| 6.             | Soda okolností            | Martin Pošta            | 4:49  |
| 7.             | Kurt Vonnegut             | Richard Müller          | 3:05  |
| 8.             | Utloukat čas              | Petr Hapka              | 4:22  |
| 9.             | Citová investice          | Daniel Landa            | 4:32  |
| Celková délka: | Celková délka:            | Celková délka:          | 40:48 |